# Groene sanering
Groene sanering is sanering van met zware metalen vervuilde grond door het kweken van bepaalde gewassen welke de betreffende zware metalen opnemen. Zo nemen aardappelen cadmium op in de schil en hoopt germanium op rond de wortels van zonnebloemen, mais en riet.